# Bahnstrecke Nürnberg–Irrenlohe
| Streckennummer (DB): | 5904                                          |                                                             |                                               |
| Kursbuchstrecke (DB): | 870, 890.1; 423 (1944, 1946)                  |                                                             |                                               |
| Streckenlänge: | 93,7 km                                       |                                                             |                                               |
| Spurweite: | 1435 mm (Normalspur)                          |                                                             |                                               |
| Streckenklasse: | D4                                            |                                                             |                                               |
| Stromsystem: | Nürnberg Hbf – Hartmannshof: 15 kV, 16,7 Hz ~ |                                                             |                                               |
| Streckengeschwindigkeit: | 160 km/h                                      |                                                             |                                               |
| Zugbeeinflussung: | PZB, ZUB122 (ab Pommelsbrunn)                 |                                                             |                                               |
| Zweigleisigkeit: | Nürnberg Hbf–Amberg                           |                                                             |                                               |
| |                                               |                                                             |                                               |
| \| \| \| von Fürth (S-Bahn) \| \| \| \| \| von Roth (S-Bahn) \| \| \| \| \| von Treuchtlingen \| \| \| \| \| von Bamberg \| \| \| \| \| von Fürth \| \| \| \| \| von Crailsheim \| \| \| \| −0,008 \| Nürnberg Hbf \| (312 m) \| \| \| \| nach Cheb \| \| \| \| \| nach Regensburg \| \| \| \| 1,146 \| Nürnberg-Dürrenhof (seit 29. Sept. 1990) \| Nürnberg-Dürrenhof (seit 29. Sept. 1990) \| \| \| \| nach Feucht \| \| \| \| 1,900 \| Bahnstrecke Nürnberg–Cheb \| Bahnstrecke Nürnberg–Cheb \| \| \| 2,500 \| Ringbahn \| Ringbahn \| \| \| 2,900 \| Bundesstraße 4 R \| Bundesstraße 4 R \| \| \| 2,963 \| Nürnberg Ostring (seit 26. Sept. 1987) \| Nürnberg Ostring (seit 26. Sept. 1987) \| \| \| \| Strecke 5924 von Nürnberg-Dutzendteich \| \| \| \| 4,109 \| Nürnberg-Mögeldorf \| (317 m) \| \| \| 5,699 \| Nürnberg-Rehhof (seit 26. Sept. 1987) \| Nürnberg-Rehhof (seit 26. Sept. 1987) \| \| \| 6,703 \| Nürnberg-Laufamholz (seit 1878; ehem. Bf) \| Nürnberg-Laufamholz (seit 1878; ehem. Bf) \| \| \| 8,200 \| Bundesautobahn 3 \| Bundesautobahn 3 \| \| \| 9,182 \| Schwaig \| Schwaig \| \| \| 11,561 \| Röthenbach (Pegnitz) \| (327 m) \| \| \| 12,773 \| Röthenbach-Steinberg (seit 26. Sept. 1987) \| Röthenbach-Steinberg (seit 26. Sept. 1987) \| \| \| 13,300 \| Röthenbach (Pegnitz) Ost (bis 26. Sept. 1987) \| Röthenbach (Pegnitz) Ost (bis 26. Sept. 1987) \| \| \| 14,240 \| Röthenbach-Seespitze (seit 26. Sept. 1987) \| Röthenbach-Seespitze (seit 26. Sept. 1987) \| \| \| 15,936 \| Lauf West (seit 26. Sept. 1987) \| Lauf West (seit 26. Sept. 1987) \| \| \| 16,000 \| Bundesstraße 14 \| Bundesstraße 14 \| \| \| 16,844 \| Lauf (links Pegnitz) \| (331 m) \| \| \| 17,600 \| Bundesautobahn 9 \| Bundesautobahn 9 \| \| \| 20,885 \| Ottensoos (ehem. Bf) \| (342 m) \| \| \| 24,431 \| Henfenfeld \| (340 m) \| \| \| 27,957 \| Hersbruck (links Pegnitz) \| (339 m) \| \| \| 30,400 \| Happurg (bis 1873) \| Happurg (bis 1873) \| \| \| 30,510 \| Happurg (seit 12. Dez. 2010) \| Happurg (seit 12. Dez. 2010) \| \| \| \| vom Doggerwerk \| \| \| \| \| von Hersbruck (rechts Pegnitz) \| \| \| \| 32,009 \| Pommelsbrunn (seit 1873, Pv bis 3. Dez. 2010) \| (355 m) \| \| \| 33,832 \| Pommelsbrunn Hp (seit 4. Dez. 2010) \| Pommelsbrunn Hp (seit 4. Dez. 2010) \| \| \| 36,200 \| Bundesstraße 14 \| Bundesstraße 14 \| \| \| 36,960 \| Hartmannshof \| (376 m) \| \| \| \| Zwei-Bogen-Brücke Weigendorf * \| \| \| \| 38,600 \| Eisenbahnbrücke Oed * \| Eisenbahnbrücke Oed * \| \| \| \| Deindsdorfer Brücke * \| \| \| \| \| Südbrücke Lehenhammer * \| \| \| \| \| Nordbrücke Lehenhammer * (Etzelbach) \| \| \| \| \| Penzendorfer Brücke * (Etzelbach) \| \| \| \| \| Etzelwanger Brücke * (Etzelbach) \| \| \| \| 42,482 \| Etzelwang \| (427 m) \| \| \| 45,050 \| Neukirchen (b Sulzbach-Rosenberg) \| (450 m) \| \| \| \| nach Weiden (Oberpf) \| \| \| \| 49,950 \| Mainshof (Bk) \| Mainshof (Bk) \| \| \| \| Bundesstraße 85 \| \| \| \| \| \| \| \| \| 55,210 \| Sulzbach-Rosenberg (Hp, Bk bis Nov. 2011, Bf bis Dez. 2009) \| (404 m) \| \| \| \| \| \| \| \| 58,160 \| Sulzbach-Rosenberg Hütte (Pv bis 2023) \| (388 m) \| \| \| 61,610 \| Altmannshof \| Altmannshof \| \| \| 63,910 \| Luitpoldhütte (seit 1912; Pv bis 1985) \| Luitpoldhütte (seit 1912; Pv bis 1985) \| \| \| \| Vils \| \| \| \| \| Bundesstraße 299 \| \| \| \| \| von Schnaittenbach \| \| \| \| 67,399 \| Amberg \| (385 m) \| \| \| \| nach Schmidmühlen \| \| \| \| \| Bundesstraße 85 \| \| \| \| \| Bundesstraße 85 \| \| \| \| 73,688 \| Hiltersdorf (seit 1878, Pv bis 1985) \| (388 m) \| \| \| \| Bundesautobahn 6 \| \| \| \| 81,102 \| Freihöls \| (387 m) \| \| \| \| von Weiden \| \| \| \| 89,305 \| Irrenlohe \| (360 m) \| \| \| \| nach Regensburg \| \| \| \| \| \| \| \| Quellen: [1][2] \| \| \| \| * Kulturdenkmal |                                               |                                                             |                                               |
| Strecke |                                               | von Fürth (S-Bahn)                                          | von Fürth (S-Bahn)                            |
| Abzweig geradeaus und von rechts |                                               | von Roth (S-Bahn)                                           | von Roth (S-Bahn)                             |
| Abzweig geradeaus und von rechts |                                               | von Treuchtlingen                                           | von Treuchtlingen                             |
| Strecke |                                               | von Bamberg                                                 | von Bamberg                                   |
| Strecke |                                               | von Fürth                                                   | von Fürth                                     |
| Abzweig geradeaus und von rechts |                                               | von Crailsheim                                              | von Crailsheim                                |
| Bahnhof | −0,008                                        | Nürnberg Hbf                                                | (312 m)                                       |
| Abzweig geradeaus und nach rechts |                                               | nach Cheb                                                   | nach Cheb                                     |
| Abzweig geradeaus und nach rechts |                                               | nach Regensburg                                             | nach Regensburg                               |
| Bahnhof | 1,146                                         | Nürnberg-Dürrenhof (seit 29. Sept. 1990)                    | Nürnberg-Dürrenhof (seit 29. Sept. 1990)      |
| Abzweig geradeaus und nach rechts |                                               | nach Feucht                                                 | nach Feucht                                   |
| Kreuzung geradeaus oben | 1,900                                         | Bahnstrecke Nürnberg–Cheb                                   | Bahnstrecke Nürnberg–Cheb                     |
| Kreuzung geradeaus oben | 2,500                                         | Ringbahn                                                    | Ringbahn                                      |
| Brücke | 2,900                                         | Bundesstraße 4 R                                            | Bundesstraße 4 R                              |
| Haltepunkt / Haltestelle | 2,963                                         | Nürnberg Ostring (seit 26. Sept. 1987)                      | Nürnberg Ostring (seit 26. Sept. 1987)        |
| Abzweig geradeaus und von rechts |                                               | Strecke 5924 von Nürnberg-Dutzendteich                      | Strecke 5924 von Nürnberg-Dutzendteich        |
| Bahnhof | 4,109                                         | Nürnberg-Mögeldorf                                          | (317 m)                                       |
| Haltepunkt / Haltestelle | 5,699                                         | Nürnberg-Rehhof (seit 26. Sept. 1987)                       | Nürnberg-Rehhof (seit 26. Sept. 1987)         |
| Haltepunkt / Haltestelle | 6,703                                         | Nürnberg-Laufamholz (seit 1878; ehem. Bf)                   | Nürnberg-Laufamholz (seit 1878; ehem. Bf)     |
| Brücke | 8,200                                         | Bundesautobahn 3                                            | Bundesautobahn 3                              |
| Haltepunkt / Haltestelle | 9,182                                         | Schwaig                                                     | Schwaig                                       |
| Bahnhof | 11,561                                        | Röthenbach (Pegnitz)                                        | (327 m)                                       |
| Haltepunkt / Haltestelle | 12,773                                        | Röthenbach-Steinberg (seit 26. Sept. 1987)                  | Röthenbach-Steinberg (seit 26. Sept. 1987)    |
| ehemaliger Haltepunkt / Haltestelle | 13,300                                        | Röthenbach (Pegnitz) Ost (bis 26. Sept. 1987)               | Röthenbach (Pegnitz) Ost (bis 26. Sept. 1987) |
| Haltepunkt / Haltestelle | 14,240                                        | Röthenbach-Seespitze (seit 26. Sept. 1987)                  | Röthenbach-Seespitze (seit 26. Sept. 1987)    |
| Haltepunkt / Haltestelle | 15,936                                        | Lauf West (seit 26. Sept. 1987)                             | Lauf West (seit 26. Sept. 1987)               |
| Brücke | 16,000                                        | Bundesstraße 14                                             | Bundesstraße 14                               |
| Bahnhof | 16,844                                        | Lauf (links Pegnitz)                                        | (331 m)                                       |
| Brücke | 17,600                                        | Bundesautobahn 9                                            | Bundesautobahn 9                              |
| Haltepunkt / Haltestelle | 20,885                                        | Ottensoos (ehem. Bf)                                        | (342 m)                                       |
| Haltepunkt / Haltestelle | 24,431                                        | Henfenfeld                                                  | (340 m)                                       |
| Bahnhof | 27,957                                        | Hersbruck (links Pegnitz)                                   | (339 m)                                       |
| ehemaliger Haltepunkt / Haltestelle | 30,400                                        | Happurg (bis 1873)                                          | Happurg (bis 1873)                            |
| Haltepunkt / Haltestelle | 30,510                                        | Happurg (seit 12. Dez. 2010)                                | Happurg (seit 12. Dez. 2010)                  |
| Abzweig geradeaus und ehemals von rechts |                                               | vom Doggerwerk                                              | vom Doggerwerk                                |
| Abzweig geradeaus und von links |                                               | von Hersbruck (rechts Pegnitz)                              | von Hersbruck (rechts Pegnitz)                |
| Blockstelle | 32,009                                        | Pommelsbrunn (seit 1873, Pv bis 3. Dez. 2010)               | (355 m)                                       |
| Haltepunkt / Haltestelle | 33,832                                        | Pommelsbrunn Hp (seit 4. Dez. 2010)                         | Pommelsbrunn Hp (seit 4. Dez. 2010)           |
| Brücke | 36,200                                        | Bundesstraße 14                                             | Bundesstraße 14                               |
| Bahnhof | 36,960                                        | Hartmannshof                                                | (376 m)                                       |
| Brücke |                                               | Zwei-Bogen-Brücke Weigendorf *                              | Zwei-Bogen-Brücke Weigendorf *                |
| Brücke | 38,600                                        | Eisenbahnbrücke Oed *                                       | Eisenbahnbrücke Oed *                         |
| Brücke |                                               | Deindsdorfer Brücke *                                       | Deindsdorfer Brücke *                         |
| Brücke |                                               | Südbrücke Lehenhammer *                                     | Südbrücke Lehenhammer *                       |
| Brücke über Wasserlauf |                                               | Nordbrücke Lehenhammer * (Etzelbach)                        | Nordbrücke Lehenhammer * (Etzelbach)          |
| Brücke über Wasserlauf |                                               | Penzendorfer Brücke * (Etzelbach)                           | Penzendorfer Brücke * (Etzelbach)             |
| Brücke über Wasserlauf |                                               | Etzelwanger Brücke * (Etzelbach)                            | Etzelwanger Brücke * (Etzelbach)              |
| Haltepunkt / Haltestelle | 42,482                                        | Etzelwang                                                   | (427 m)                                       |
| Bahnhof | 45,050                                        | Neukirchen (b Sulzbach-Rosenberg)                           | (450 m)                                       |
| Abzweig geradeaus und nach links |                                               | nach Weiden (Oberpf)                                        | nach Weiden (Oberpf)                          |
| ehemalige Blockstelle | 49,950                                        | Mainshof (Bk)                                               | Mainshof (Bk)                                 |
| Brücke |                                               | Bundesstraße 85                                             | Bundesstraße 85                               |
| |                                               |                                                             |                                               |
| Haltepunkt / Haltestelle | 55,210                                        | Sulzbach-Rosenberg (Hp, Bk bis Nov. 2011, Bf bis Dez. 2009) | (404 m)                                       |
| |                                               |                                                             |                                               |
| Dienststation / Betriebs- oder Güterbahnhof | 58,160                                        | Sulzbach-Rosenberg Hütte (Pv bis 2023)                      | (388 m)                                       |
| ehemaliger Haltepunkt / Haltestelle | 61,610                                        | Altmannshof                                                 | Altmannshof                                   |
| Dienststation / Betriebs- oder Güterbahnhof | 63,910                                        | Luitpoldhütte (seit 1912; Pv bis 1985)                      | Luitpoldhütte (seit 1912; Pv bis 1985)        |
| Brücke über Wasserlauf |                                               | Vils                                                        | Vils                                          |
| Strecke mit Straßenbrücke |                                               | Bundesstraße 299                                            | Bundesstraße 299                              |
| Abzweig geradeaus und von links |                                               | von Schnaittenbach                                          | von Schnaittenbach                            |
| Bahnhof | 67,399                                        | Amberg                                                      | (385 m)                                       |
| Abzweig geradeaus und ehemals nach rechts |                                               | nach Schmidmühlen                                           | nach Schmidmühlen                             |
| Brücke |                                               | Bundesstraße 85                                             | Bundesstraße 85                               |
| Strecke mit Straßenbrücke |                                               | Bundesstraße 85                                             | Bundesstraße 85                               |
| Dienststation / Betriebs- oder Güterbahnhof | 73,688                                        | Hiltersdorf (seit 1878, Pv bis 1985)                        | (388 m)                                       |
| Strecke mit Straßenbrücke |                                               | Bundesautobahn 6                                            | Bundesautobahn 6                              |
| Bahnhof | 81,102                                        | Freihöls                                                    | (387 m)                                       |
| Abzweig geradeaus und von links |                                               | von Weiden                                                  | von Weiden                                    |
| Bahnhof | 89,305                                        | Irrenlohe                                                   | (360 m)                                       |
| Strecke |                                               | nach Regensburg                                             | nach Regensburg                               |
| |                                               |                                                             |                                               |
| Quellen: |                                               |                                                             |                                               |

Die Bahnstrecke Nürnberg–Irrenlohe ist eine Hauptbahn in Bayern. Sie verläuft von Nürnberg über Lauf an der Pegnitz, Hersbruck, Neukirchen bei Sulzbach-Rosenberg und Amberg nach Irrenlohe, wo sie in die Bahnstrecke Weiden–Regensburg mündet. Sie wird im Nürnberger Raum als Gegenstück zur parallel verlaufenden Bahnstrecke Nürnberg–Cheb („rechte Pegnitzstrecke“) auf dem Abschnitt Nürnberg–Pommelsbrunn auch als linke Pegnitzstrecke oder nach der ursprünglichen Bahngesellschaft als Ostbahn bezeichnet.

## Geschichte

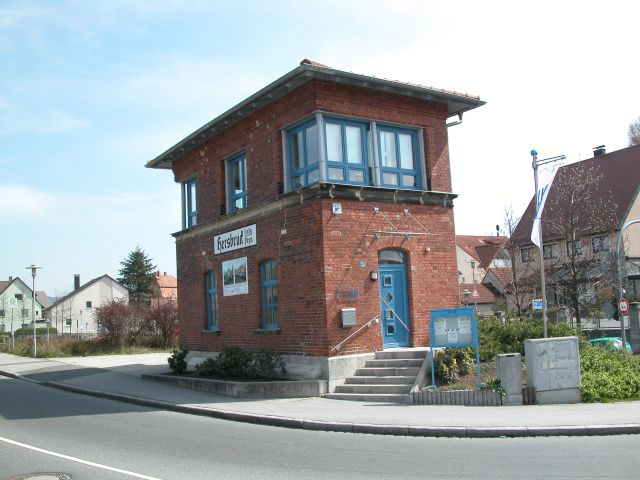
Das ehemalige östliche Stellwerk in Hersbruck (links Pegnitz) ist heute ein Architekturbüro

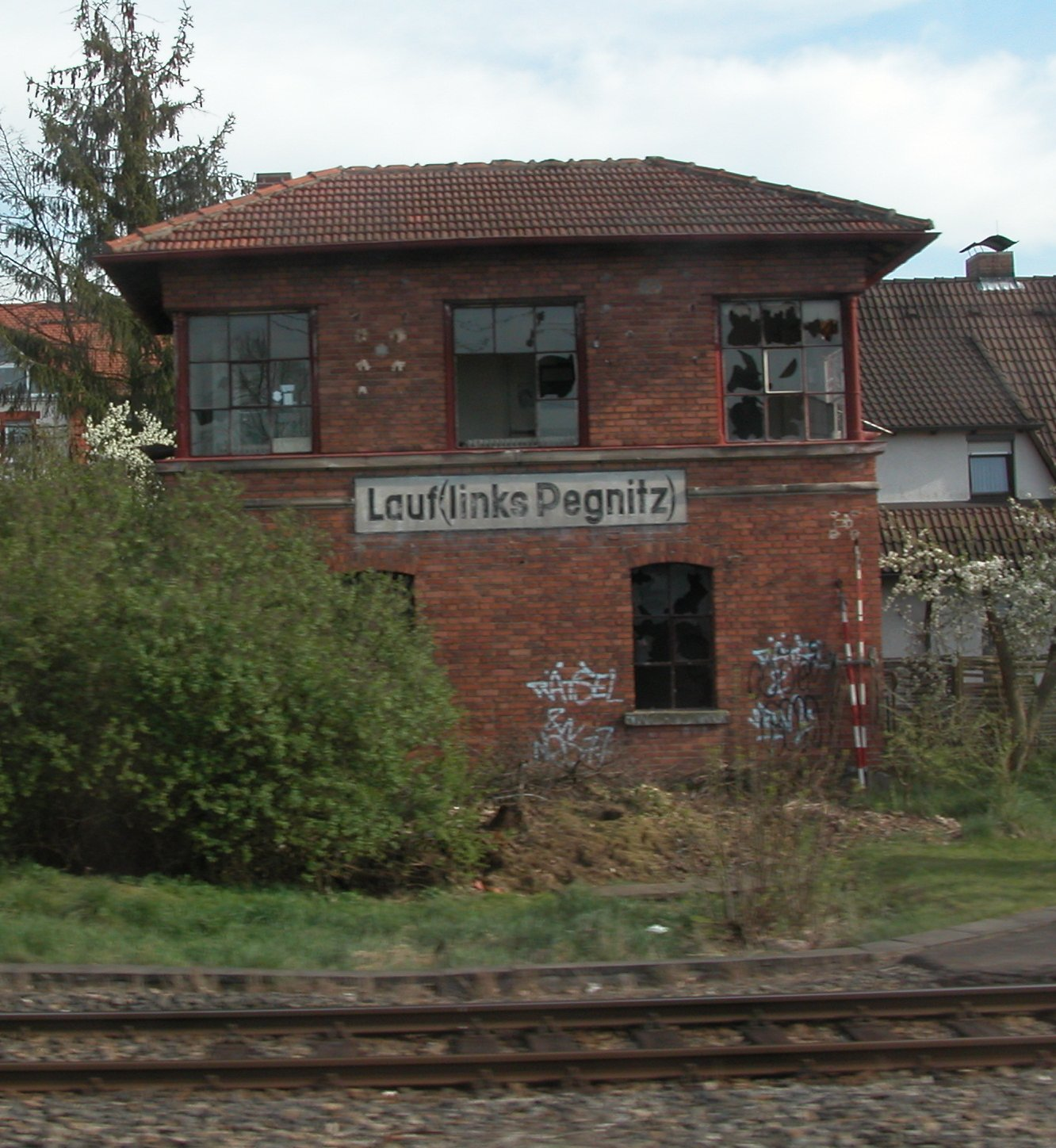
Ehemaliges Stellwerk in Lauf (links Pegnitz)

### Konzession
Die Konzession zum Bau der Bahnstrecke Nürnberg–Irrenlohe zusammen mit dem Abschnitt Irrenlohe–Regensburg der heutigen Bahnstrecke Regensburg–Weiden als Strecke Nürnberg–Amberg–Schwandorf–Regensburg wurde der privaten AG der Bayerischen Ostbahnen am 12. April 1856 von König Maximilian II von Bayern erteilt.

### Eröffnung
- Nürnberg – Hersbruck: 9. Mai 1859
- Hersbruck – Irrenlohe: 12. Dezember 1859

### Verstaatlichung
Mit Gesetz vom 15. April 1875 wurde die Gesellschaft am 1. Januar 1876 verstaatlicht.

### Zweigleisiger Ausbau
Im selben Jahr 1876 wurde die – wie bei vielen damaligen Eisenbahnstrecken eingleisige Trasse – zwischen Nürnberg und dem Vorort Mögeldorf um ein zweites Streckengleis erweitert.
1910 bis 1912 folgte der Einbau des zweiten Gleises auf dem Hauptteil der Strecke von Mögeldorf bis Amberg. Das zweite Gleis wurde in Betrieb genommen: am 1. Mai 1911 von Neukirchen bis Sulzbach, im Oktober 1912 von Mögeldorf bis Neukirchen und im Dezember 1912 von Sulzbach bis Amberg.
Zwischen Amberg und Irrenlohe wurde von 1938 bis 1938 ein zweites Gleis verlegt und die dort gelegenen Bahnhöfe Hiltersdorf und Freihöls ausgebaut. In Hiltersdorf wurde das Bahnhofsgebäude neu gebaut und in beiden Bahnhöfen 1939 und 1940 jeweils zwei neue Mechanische Stellwerke der Bauform Einheit in Betrieb genommen. Wegen des Beginns des Zweiten Weltkriegs wurde das bereits größtenteils verlegte zweite Streckengleis nicht in Betrieb genommen und das Projekt abgebrochen.

### Rückbau des zweiten Gleises
Infolge des Mangels an Schienenmaterial in den im Zweiten Weltkrieg besetzten Gebieten im Osten wurde 1943 das zweite Streckengleis zwischen Nürnberg-Laufamholz und Hersbruck (links der Pegnitz) sowie zwischen Amberg und Irrenlohe zurückgebaut und dorthin abtransportiert.

### S-Bahn Nürnberg
Der Ausbau des Streckenabschnitts zwischen Nürnberg Hauptbahnhof und Lauf (links Pegnitz) war ein Gegenstand des im November 1981 unterzeichneten ersten Vertrages über den Bau und die Finanzierung der S-Bahn Nürnberg. Diesem waren langjährige Planungen und Verhandlungen vorausgegangen. Mit der S-Bahn sollte ein Siedlungsband von rund 70.000 Menschen besser erschlossen werden, das zwischen Nürnberg und Lauf entlang des Pegnitztals entstanden war. Durch die S-Bahn wurde ein Nachfrageanstieg von 2310 auf 9210 Personen je Werktag erwartet.
Da sich kurz nach der Vertragsunterzeichnung zeigte, dass die Diskussionen um die Fernbahn-Ersatzstrecke zwischen Nürnberg-Fischbach und Roth wesentlichen Einfluss auf die beiden übrigen Strecken des Vertrags (Nürnberg–Roth und Nürnberg–Feucht–Altdorf) haben würden, konzentrierte sich die Planung zunächst auf den Abschnitt zwischen Nürnberg und Lauf.
Im Herbst 1983 wurde mit dem Ausbau begonnen. Auf dem Streckenabschnitt wurde das früher bereits vorhandene zweite Gleis wieder hergestellt, der Gleismittenabstand dabei von 3,50 auf 4,00 m erhöht, elektrifiziert und Stationen ausgebaut (davon acht barrierefrei, die übrigen nachrüstbar). Fünf Stationen (Ostring, Rehhof, Steinberg, Seespitze, Lauf West) wurden neu gebaut, der vorige und nicht verkehrsgünstig liegende Halt Röthenbach Ost wurde dafür aufgegeben. An reinen S-Bahn-Stationen wurde eine Bahnsteighöhe von 96 cm über Schienenoberkante hergestellt, an den übrigen Stationen von zumeist 86 cm (in einem Fall 76 cm). Auch die Leit- und Sicherungstechnik wurde modernisiert und eine seit längerem geplante Bahnstromleitung (von Neumarkt nach Nürnberg-Stein), neben den Oberleitungen, gebaut. In einer ersten Stufe sollten 580 Pkw- und 740 überdachte Fahrradabstellplätze geschaffen werden.
Durch die Elektrifizierung sollte der Zugbetrieb derart beschleunigt werden, dass sich die Fahrzeit zwischen Nürnberg und Lauf trotz zusätzlicher Zwischenhalte nicht verschlechtern sollte. Nach einer Prüfung auf Rationalisierungspotenziale wurde die Zahl der Weichen von 72 auf 50 reduziert. Ferner sollte der Bedarf an örtlichen Mitarbeitern von 26 auf 8 reduziert werden können.
Verschiedene Gemeinden klagten gegen die Planfeststellungsbeschluss vorgesehene Bahnstromleitung. Die Bundesbahndirektion Nürnberg ordnete daraufhin den Sofortvollzug des Leitungsbaus an. Die Klagen der Gemeinden wurden vor dem Verwaltungsgericht als unzulässig abgewiesen und verzögerten den Bauablauf nicht. Die Bauarbeiten wurden im Sommer 1987 abgeschlossen. Die S-Bahn-Linie wurde im Herbst 1987 in Betrieb genommen. Sie band zunächst, wie die vorigen Regionalzüge, provisorisch an den Bahnsteig 9 des Hauptbahnhofs in Nürnberg ein, da die verkehrsgünstigere nördlichere Einbindung durch die offenen Fragen zu den beiden übrigen Linien (nach Altdorf und Roth) zunächst zurückgestellt wurde. Die Baukosten des S-Bahn-Ausbaus nach Lauf betrugen 88 Millionen DM, einschließlich der Kosten der Bahnstromleitung und für die Elektrifizierung.
Im Frühjahr 1994 wurden vier Bahnübergänge zwischen Amberg und Irrenlohe technisch gesichert.
Im Zuge der Ausweitung des S-Bahn-Betriebs von Lauf nach Hartmannshof wurde die Strecke zwischen Lauf und Hersbruck vom 1. August bis zum 14. September 2009 für den gesamten Verkehr gesperrt. Während dieses Zeitraums wurde das zweite Streckengleis wieder sowie die Anlagen für die Oberleitung neu errichtet und mit dem Ausbau der Stationen begonnen. Am 14. Dezember 2009 gingen in Ottensoos die neu errichteten Bahnsteige, die sich nun rund 300 Meter näher am Ortszentrum befinden, in Betrieb. Am 15. November 2010 wurde das wiederaufgebaute zweite Gleis zwischen Lauf und Hersbruck in Betrieb genommen.

## Streckenbeschreibung

### Verlauf

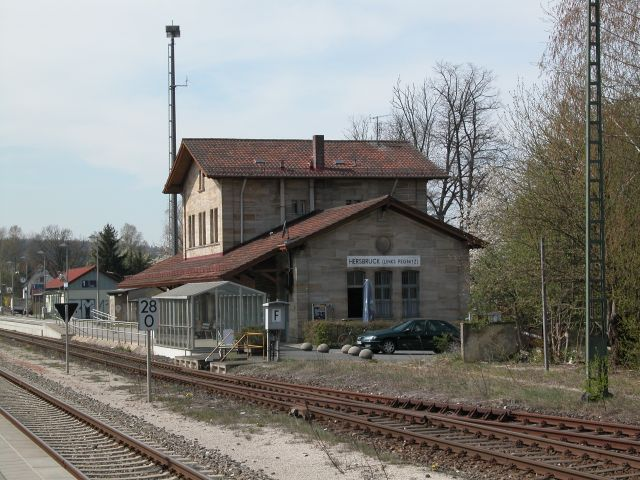
Bahnhof Hersbruck (links der Pegnitz)

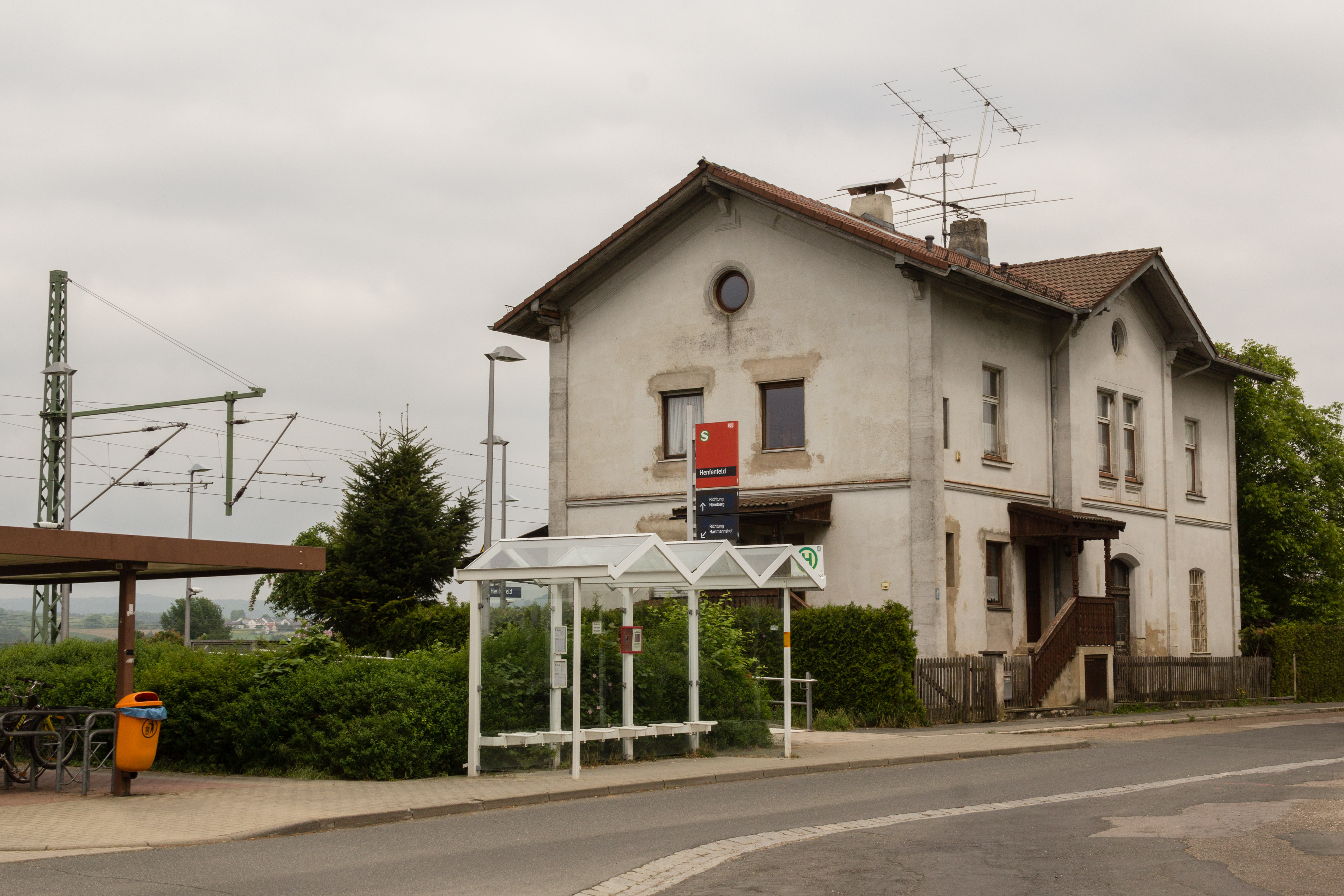
Bahnhof Henfenfeld

Die Strecke verlässt den Nürnberger Hauptbahnhof in östliche Richtung und verläuft bis Pommelsbrunn links der Pegnitz. Zwischen Hartmannshof und Etzelwang wird die Fränkische Alb mittels einer Steilstrecke (der „Kleinen Schiefen Ebene“) überquert. Weiter führt die Strecke zum Trennungsbahnhof Neukirchen (Abzweig der Bahn nach Weiden in der Oberpfalz), nach Sulzbach-Rosenberg und vorbei an der ehemaligen Maxhütte nach Amberg. Vom Bahnhof Amberg zweigten die Nebenbahnen nach Schmidmühlen mit Abzweig nach Lauterhofen und nach Schnaittenbach ab, von denen nur noch letztere existiert und regelmäßig im Güterverkehr bedient wird. Die Hauptstrecke führt weiter über Freihöls nach Irrenlohe, wo sie auf die Bahnstrecke Regensburg–Weiden trifft und endet.

### Ausbauzustand
Die Strecke ist von Nürnberg bis Amberg zweigleisig ausgebaut und für den S-Bahnbetrieb zwischen Nürnberg und Hartmannshof elektrifiziert. Die Reststrecke ist nicht elektrifiziert und von Amberg bis Irrenlohe eingleisig. An der Abzweigstelle Pommelsbrunn stößt das Verbindungsgleis der „rechten Pegnitzstrecke“ auf die Strecke.

### Verkehrsverbünde
Seit 1997 ist der Abschnitt Nürnberg – Amberg in den Verkehrsverbund Großraum Nürnberg (VGN) integriert. Von Sulzbach-Rosenberg bis Irrenlohe gilt seit 2009 der Tarif des Regensburger Verkehrsverbunds (RVV), wobei die Binnenhoheit zwischen Sulzbach-Rosenberg und Amberg dem VGN obliegt.

## Betrieb

### Zugverkehr heute

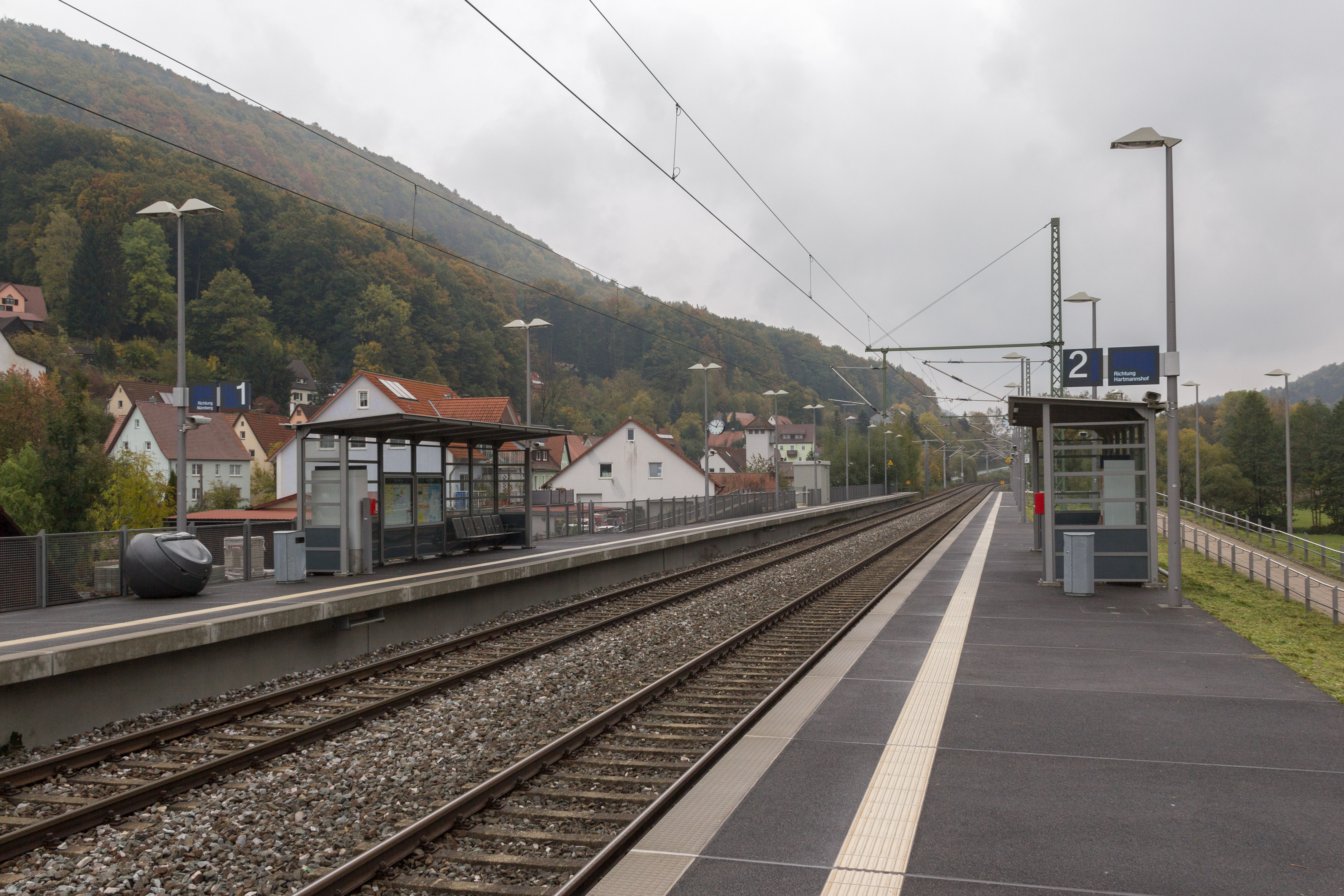
Haltepunkt Pommelsbrunn im Oktober 2015

Die Strecke hat mit dem Bahnhof Neukirchen einen sogenannten Systemhalt, an denen die aus der Baureihen 612 (Regioswinger) bestehenden Züge geflügelt oder vereinigt werden.
Die Regional-Express-Züge (RE) der Relation Nürnberg – Neukirchen – Schwandorf/Weiden – Neustadt verkehren zwischen Nürnberg und dem Bahnhof Hersbruck (rechts Pegnitz) nahezu ausschließlich auf der rechten Pegnitzstrecke und wechseln dann über die Verbindungsstrecke Hersbruck–Pommelsbrunn auf die „linke Pegnitzstrecke“ nach Pommelsbrunn. Viele der Züge bleiben bis zum Systemhalt Neukirchen zusammen und werden dort in Richtung Neustadt und in Richtung Schwandorf getrennt. Ein Teil der Züge (v. a. am Morgen, am Abend und im Berufsverkehr) fährt bis Hersbruck mit dem Zugteil Richtung Bayreuth (teilw. auch Hof) gemeinsam. In der Gegenrichtung werden die Züge aus Weiden und Schwandorf – mit wenigen Ausnahmen – in Neukirchen vereinigt. Von Montag bis Freitag in der morgendlichen Hauptverkehrszeit fahren einzelne Züge über die linke Pegnitzstrecke nach Nürnberg.
Auf dem Abschnitt Nürnberg – Hartmannshof verkehren die Züge der S-Bahn-Linie S 2 mit Triebzügen der Baureihe 442.
Seit dem 9. Dezember 2012 gibt es auf der Strecke keinen Fernverkehr mehr.
Neben den Personenzügen verkehren auf der Strecke tagsüber mehrere Güterzüge, lange Zeit vorwiegend gezogen von Diesellokomotiven der Baureihe 232, inzwischen vor allem von Class-77-Lokomotiven.

### Zugverkehr früher

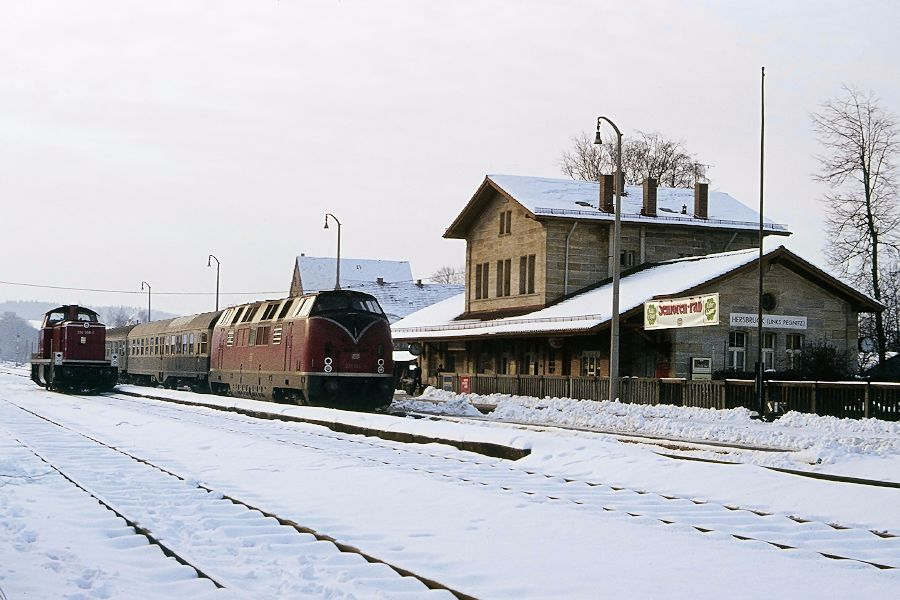
Bahnhof Hersbruck (links Pegnitz) im Januar 1977

Bereits im Jahre 1891 wurde eine Verbindung Nürnberg – Prag eingeführt, zu der 1896 noch das Schnellzugpaar 152/153 Stuttgart–Nürnberg–Prag kam. Bis 1973 kam als Schnellzug-Dampflokomotive die Reihe 001 zum Einsatz. Nahverkehrszüge wurden bis September 1973 durch Dampflokomotiven der Baureihe 50 befördert. Diese wurden dann von Diesellokomotiven der Baureihen 221, 211 und 218 sowie durch Dieseltriebwagen der Baureihe 624 abgelöst. Von 1972 bis 2008 war die Baureihe 614 und seit Anfang der 1990er Jahre bis 2010 die Baureihe 628 auf der Strecke anzutreffen. Bis Dezember 2014 fuhr die Baureihe 610.
Zum 150-jährigen Jubiläum der deutschen Eisenbahnen 1985 gehörte diese Strecke zu den wenigen, auf der nach dem Dampfverbot der DB 1977 wieder Dampfloks mit Sonderzügen im Einsatz waren.
Bis zum 11. Dezember 2010 verkehrten die Regionalbahnen, bestehend aus Dieseltriebwagen der Baureihe 628 auf der Strecke Lauf (links Pegnitz) – Hartmannshof als Anschlussverkehr zur S-Bahn in Lauf, die dort endete. Teilweise wurden diese Leistungen bis zum Fahrplanwechsel im Dezember 2008 auch von Triebwagen der Baureihe 614 erbracht. In der Hauptverkehrszeit fuhren zusätzliche Regionalbahnen direkt ab/bis Nürnberg.

### Verlängerung der S-Bahn von Lauf bis Hartmannshof

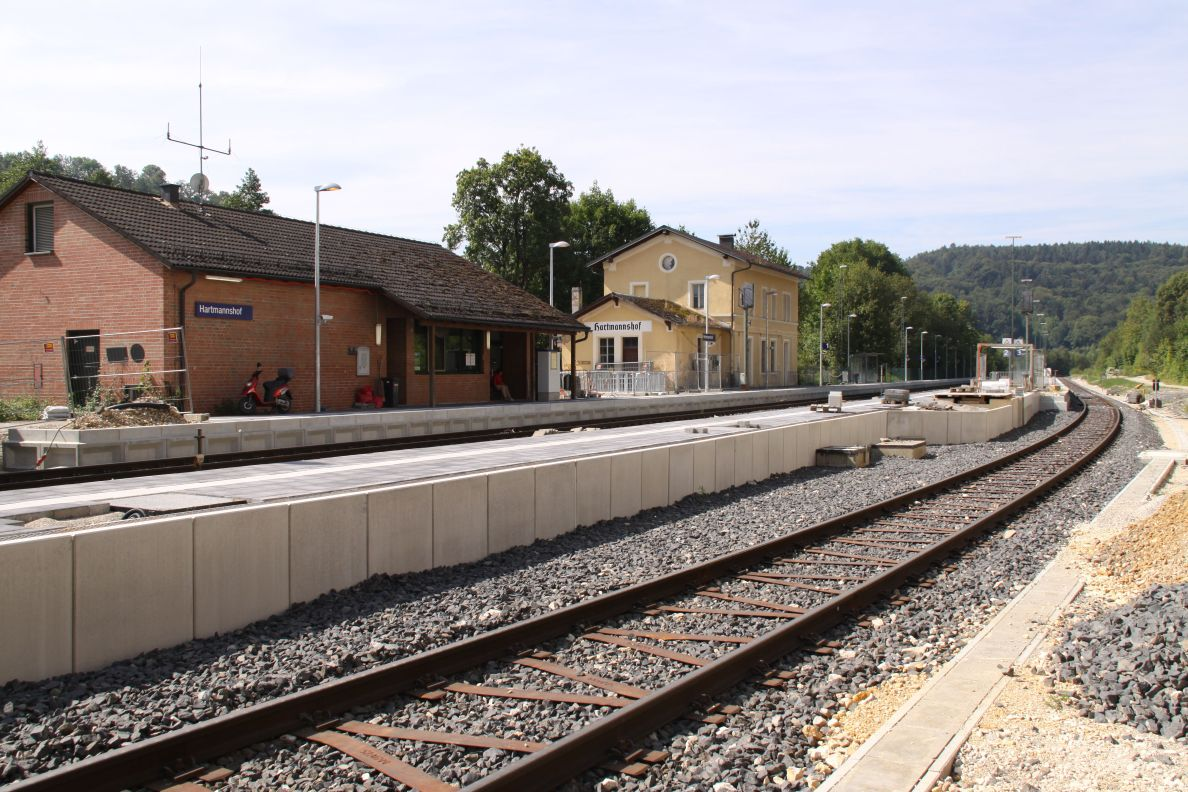
Hartmannshof in der Umbauphase mit neuen Bahnsteigen, noch ohne Fahrleitung, August 2009

Bis Dezember 2010 wurde die in Lauf endende S-Bahn über Hersbruck nach Hartmannshof verlängert. Dazu wurde die Strecke zwischen Lauf und Hersbruck wieder mit einem zweiten Gleis ausgestattet und von Lauf bis Hartmannshof elektrifiziert. Alle Stationen entlang der Strecke wurden auf S-Bahn-Niveau (140 m lange und 76 cm hohe Bahnsteige) gebracht und mit barrierefreien Zugangsmöglichkeiten versehen. In Happurg (zwischen Hersbruck und Pommelsbrunn) entstand ein neuer Haltepunkt, der bisherige Personenzughalt in Pommelsbrunn wurde bereits am 4. Dezember 2010 aufgegeben und zu einem neuen ortsnahen Haltepunkt verlagert. Die Kosten für den Ausbau beliefen sich auf etwa 55 Millionen Euro.

## Denkmalschutz

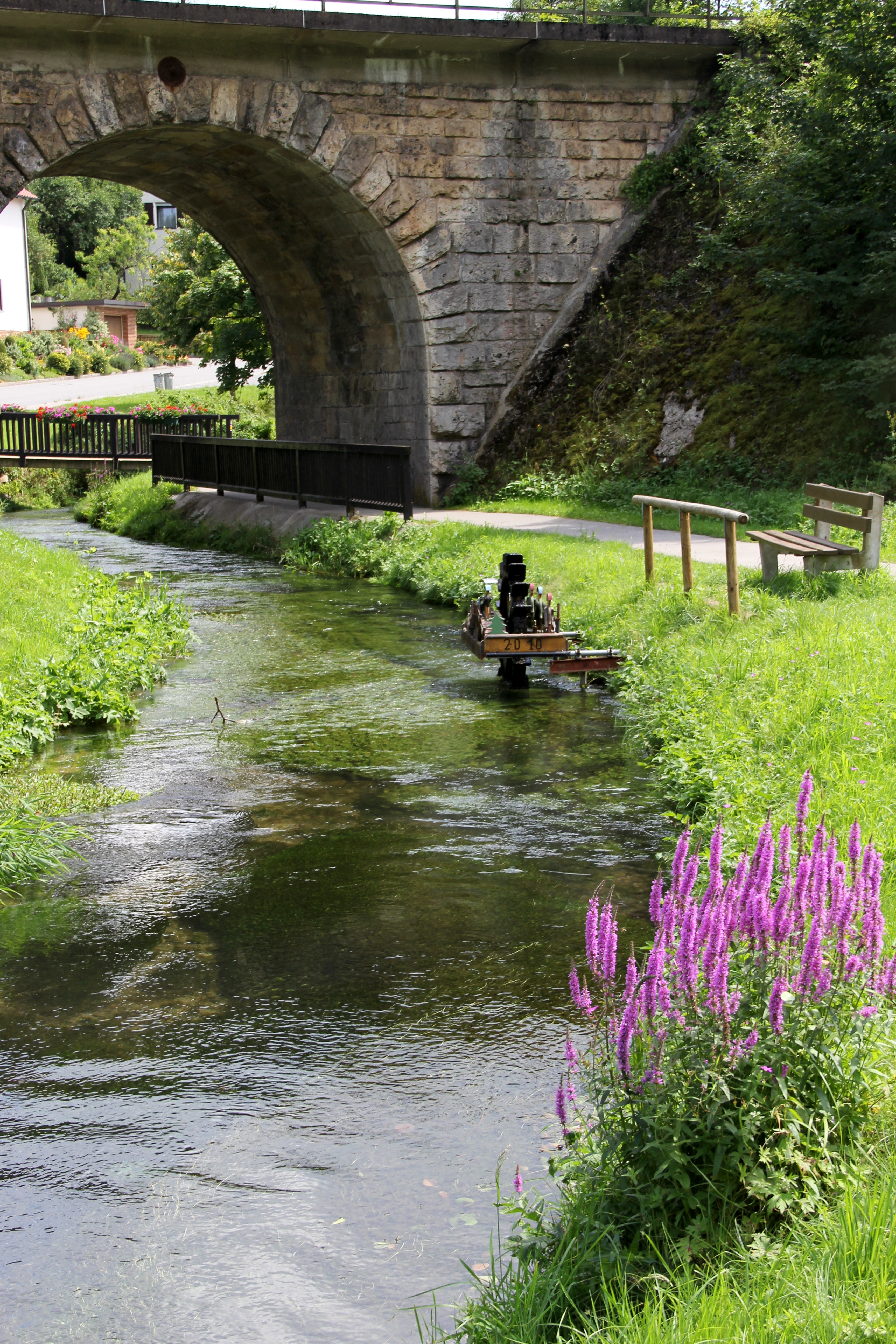
Ein Bogen der denkmalgeschützten Brücke von Weigelsdorf über den Etzelbach

Die Eisenbahnbrücke Oed bei Streckenkilometer 38,586 und sechs weitere gemauerte Steinbrücken aus der Erbauungszeit der Strecke im Bereich der Steilrampe zwischen Hartmannshof und Etzelwang sind Kulturdenkmäler aufgrund von Artikel 1 Absatz 1 des Bayerischen Denkmalschutzgesetzes. Dafür wird bei der Brücke in Oed angeführt, dass sie von herausragender architektonischer Qualität sei, bei den anderen Brücken, dass sie herausragende Zeugnisse der Ingenieurkunst des 19. Jahrhunderts sind.

## Planung
Mehrere Lokalpolitiker aus den Regionen Amberg, Schwandorf sowie die IHK Regensburg versuchen, die Strecke als Teilstück einer Bahnverbindung Nürnberg–Prag zu bewerben. Ein durch Anrainergemeinden in Auftrag gegebenes Gutachten kam für die Strecke Nürnberg–Amberg–Schwandorf zu einem guten Kosten-Nutzen-Verhältnis zwischen 1,6 und 2,3. Durch den gemeinsamen Nutzen der Reststrecke ab Schwandorf über Furth i.W. nach Prag sowie wegen der aufwendigen Erneuerungen von denkmalgeschützten Tunnel und Brücken der alternativen Nordstrecke Nürnberg–Cheb, erhoffte man sich einen besseren Kosten-Nutzen-Faktor und somit die Aufnahme in den vordringlichen Bedarf Plus des Bundesverkehrswegeplans 2015 (BVWP).
Eine Elektrifizierung der Strecke sowie ein bedarfsweiser zweigleisiger Ausbau wurden durch das Land Bayern für den BVWP angemeldet, allerdings mit dem Vermerk, dass dies erst nach der Elektrifizierung der Nordtrasse geschehen solle. Das Projekt wurde in den Bundesverkehrswegeplan 2030 zunächst als Potenzieller Bedarf aufgenommen, also niedriger eingestuft als Nürnberg–Cheb. Im November 2018 stieg das Projekt in den Vordringlichen Bedarf auf. Im Frühjahr 2021 beauftragte das Bundesverkehrsministerium der DB Netz mit der Planung. Diese begann im Frühjahr 2022. Eine Eisenbahnbetriebswissenschaftliche Untersuchung ergab beim Infrastrukturkonzept die Notwendigkeit für einen zweigleisigen Ausbau im Abschnitt Hiltersdorf–Irrenlohe, sodass nur Amberg–Hiltersdorf eingleisig bliebe, sowie jeweils ein Wendegleis in Lauf und Hersbruck sowie 740-Meter-Maßnahmen in Röthenbach, Luitpoldhütte und Freihöls. Die Grundlagenermittlung wurde abgeschlossen.